# DKP Landspartikonference 1938
DKP Landspartikonference 1938 er en dansk dokumentarisk optagelse fra 1938 med en reportage fra Danmarks Kommunistiske Partis landskonference afholdt i 1938 i Odense. Filmen er uden lyd.

## Handling
Det kommunistiske partis landskonference i Fyens Forum i Odense 4.-6. juni 1938. 
Deltagere var partiets centralkomite samt 400 delegerede fra partiets og ungdomsforbundets afdelinger. Som gæster deltog repræsentanter fra Odenseanske fagforeninger og de samvirkende afholdsselskaber, samt fra udlandet: Emil Løvlien og Ottar Lie fra Norge og rigsdagsmændene Senander og Hagberg samt Lager og Öhmann fra Sverige. Endvidere deputeret Etienne Fajon fra Frankrig og Tom Mann fra England. Foruden de delegerede var 2000 tilhørere kommet til stede. 
Åbningsmødet i Fyens Forums festligt udsmykkede kuppelsal. Konferencen åbnedes af borgerrepræsentant Johannes Hansen. Udsmykning med plakater og politiske slogans. Otto Gelsteds kantate synges. Sam Besekow reciterer. Faner føres ind i salen. Navne på 28 danske frivillige, som er faldet i Spanien, læses op af Bjarne Sørensen. Alvilda Larsen overrækker en sølv-dirigentklokke til Knud Aage Larsen. 
Socialmarchen synges. Tom Mann, Etienne Fajon, Løvlien og Senander taler. Aksel Larsen aflægger beretning og fortæller bl.a., at partiets medlemstal er fordoblet på to år og understreger, "At være kommunist - det forpligter". Talernes indhold er gengivet i mellemtekster. Internationale afsynges. Konferencen sluttede med en stor demonstration, som samler 10.000 mennesker. Opstilling på Albani Torv. 4.000 marcherer gennem Odenses gader under politiledsagelse. På festpladsen er der faneopmarch og taler af forskellige delegerede. Der opfordres bl.a. til hjælp i Spanien. Forfatter Martin Andersen Nexø er til stede. Husmand Valdemar Sørensen opfordrer til, at der bygges bro mellem arbejder og bonde. Aksel Larsen slutter af.

## Medvirkende
- Aksel Larsen